# Grästjärnen (Orsa socken, Dalarna, 679044-142977)
Grästjärnen är en sjö i Orsa kommun i Dalarna och ingår i Dalälvens huvudavrinningsområde.